# Oscarverleihung 1959
Übersicht aller ausgezeichneten Filme

◄◄ | ◄ | 1955 | 1956 | 1957 | 1958 | Oscarverleihung 1959 | 1960 | 1961 | 1962 | 1963 | ► | ►►

Weitere Ereignisse
Die Oscarverleihung 1959 fand am 6. April 1959 im RKO Pantages Theatre in Los Angeles statt. Es waren die 31st Annual Academy Awards. Im Jahr der Auszeichnung werden immer Filme des vergangenen Jahres ausgezeichnet, in diesem Fall also die Filme des Jahres 1958.
| Film                               | N | A |
| ---------------------------------- | - | - |
| Gigi                               | 9 | 9 |
| Flucht in Ketten                   | 9 | 2 |
| Getrennt von Tisch und Bett        | 7 | 2 |
| Laßt mich leben                    | 6 | 1 |
| Die Katze auf dem heißen Blechdach | 6 | 0 |
| Die tolle Tante                    | 6 | 0 |
| Verdammt sind sie alle             | 5 | 0 |
| Der alte Mann und das Meer         | 3 | 1 |
| South Pacific                      | 3 | 1 |
| Ein gewisses Lächeln               | 3 | 0 |
| Die jungen Löwen                   | 3 | 0 |
| Weiße Wildnis                      | 2 | 1 |
| Weites Land                        | 2 | 1 |
| Hausboot                           | 2 | 0 |
| Journey Into Spring                | 2 | 0 |
| Meine Braut ist übersinnlich       | 2 | 0 |
| Reporter der Liebe                 | 2 | 0 |
| Vertigo – Aus dem Reich der Toten  | 2 | 0 |

## Moderation
Bob Hope, Jerry Lewis, David Niven, Laurence Olivier, Mort Sahl und Tony Randall führten als Moderatoren durch die Oscarverleihung. 

## Gewinner und Nominierungen
Der Musicalfilm Gigi wurde in allen neun Kategorien, in denen er nominiert worden war, auch ausgezeichnet. Damit gehört er zu den erfolgreichsten Filmen bei einer Oscarverleihung.

### Bester Film
präsentiert von Ingrid Bergman und Cary Grant
Gigi – Arthur Freed
Flucht in Ketten (The Defiant Ones) – Stanley Kramer
Getrennt von Tisch und Bett (Separate Tables) – Harold Hecht
Die Katze auf dem heißen Blechdach (Cat on a Hot Tin Roof) – Lawrence Weingarten
Die tolle Tante (Auntie Mame) – Jack L. Warner

### Beste Regie
präsentiert von Gary Cooper und Millie Perkins
Vincente Minnelli – Gigi
Richard Brooks – Die Katze auf dem heißen Blechdach (Cat on a Hot Tin Roof)
Stanley Kramer – Flucht in Ketten (The Defiant Ones)
Mark Robson – Die Herberge zur 6. Glückseligkeit (The Inn of the Sixth Happiness)
Robert Wise – Laßt mich leben (I Want to Live!)

### Bester Hauptdarsteller
präsentiert von Irene Dunne und John Wayne
David Niven – Getrennt von Tisch und Bett (Separate Tables)
Tony Curtis – Flucht in Ketten (The Defiant Ones)
Paul Newman – Die Katze auf dem heißen Blechdach (Cat on a Hot Tin Roof)
Sidney Poitier – Flucht in Ketten (The Defiant Ones)
Spencer Tracy – Der alte Mann und das Meer (The Old Man and the Sea)

### Beste Hauptdarstellerin
präsentiert von James Cagney und Kim Novak
Susan Hayward – Laßt mich leben (I Want to Live!)
Deborah Kerr – Getrennt von Tisch und Bett (Separate Tables)
Shirley MacLaine – Verdammt sind sie alle (Some Came Running)
Rosalind Russell – Die tolle Tante (Auntie Mame)
Elizabeth Taylor – Die Katze auf dem heißen Blechdach (Cat on a Hot Tin Roof)

### Bester Nebendarsteller
präsentiert von Bette Davis und Anthony Quinn
Burl Ives – Weites Land (The Big Country)
Theodore Bikel – Flucht in Ketten (The Defiant Ones)
Lee J. Cobb – Die Brüder Karamasow (The Brothers Karamazov)
Arthur Kennedy – Verdammt sind sie alle (Some Came Running)
Gig Young – Reporter der Liebe (Teacher’s Pet)

### Beste Nebendarstellerin
präsentiert von Red Buttons und Shelley Winters
Wendy Hiller – Getrennt von Tisch und Bett (Separate Tables)
Peggy Cass – Die tolle Tante (Auntie Mame)
Martha Hyer – Verdammt sind sie alle (Some Came Running)
Maureen Stapleton – Das Leben ist Lüge (Lonelyhearts)
Cara Williams – Flucht in Ketten (The Defiant Ones)

### Bestes Originaldrehbuch
präsentiert von Dirk Bogarde, Van Heflin und Elizabeth Taylor
Harold Jacob Smith, Nedrick Young – Flucht in Ketten (The Defiant Ones)
William Bowers, James Edward Grant – In Colorado ist der Teufel los (The Sheepman)
Paddy Chayefsky – Die Göttin (The Goddess)
Fay Kanin, Michael Kanin – Reporter der Liebe (Teacher’s Pet)
Jack Rose, Melville Shavelson – Hausboot (Houseboat)

### Bestes adaptiertes Drehbuch
präsentiert von Dirk Bogarde, Van Heflin und Elizabeth Taylor
Alan Jay Lerner – Gigi
Richard Brooks, James Poe – Die Katze auf dem heißen Blechdach (Cat on a Hot Tin Roof)
John Gay, Terence Rattigan – Getrennt von Tisch und Bett (Separate Tables)
Nelson Gidding, Don Mankiewicz – Laßt mich leben (I Want to Live!)
Alec Guinness – Des Pudels Kern (The Horse’s Mouth)

### Beste Kamera (Schwarzweißfilm)
präsentiert von Doris Day und Rock Hudson
Sam Leavitt – Flucht in Ketten (The Defiant Ones)
Daniel L. Fapp – Begierde unter Ulmen (Desire Under the Elms)
Charles Lang – Getrennt von Tisch und Bett (Separate Tables)
Lionel Lindon – Laßt mich leben (I Want to Live!)
Joseph MacDonald – Die jungen Löwen (The Young Lions)

### Beste Kamera (Farbfilm)
präsentiert von Doris Day und Rock Hudson
Joseph Ruttenberg – Gigi
William H. Daniels – Die Katze auf dem heißen Blechdach (Cat on a Hot Tin Roof)
Leon Shamroy – South Pacific
Harry Stradling Sr. – Die tolle Tante (Auntie Mame)
James Wong Howe – Der alte Mann und das Meer (The Old Man and the Sea)

### Bestes Szenenbild
präsentiert von Eddie Albert und Vincent Price
E. Preston Ames, F. Keogh Gleason, Henry Grace, William A. Horning – Gigi
Malcolm C. Bert, George James Hopkins – Die tolle Tante (Auntie Mame)
Henry Bumstead, Sam Comer, Frank R. McKelvy, Hal Pereira – Vertigo – Aus dem Reich der Toten (Vertigo)
John DeCuir, Paul S. Fox, Walter M. Scott, Lyle R. Wheeler – Ein gewisses Lächeln (A Certain Smile)
Louis Diage, Cary Odell – Meine Braut ist übersinnlich (Bell Book and Candle)

### Bestes Kostümdesign
präsentiert von Wendell Corey und Ernie Kovacs
Cecil Beaton – Gigi
Edith Head, John Jensen, Ralph Jester – König der Freibeuter (The Buccaneer)
Charles Le Maire, Mary Wills – Ein gewisses Lächeln (A Certain Smile)
Jean Louis – Meine Braut ist übersinnlich (Bell Book and Candle)
Walter Plunkett – Verdammt sind sie alle (Some Came Running)

### Beste Filmmusik (Drama)
präsentiert von June Allyson und Dick Powell
Dimitri Tiomkin – Der alte Mann und das Meer (The Old Man and the Sea)
Hugo Friedhofer – Die jungen Löwen (The Young Lions)
Jerome Moross – Weites Land (The Big Country)
David Raksin – Getrennt von Tisch und Bett (Separate Tables)
Oliver Wallace – Weiße Wildnis (White Wilderness)

### Beste Filmmusik (Musical)
präsentiert von June Allyson und Dick Powell
André Previn – Gigi
Ken Darby, Alfred Newman – South Pacific
Yuri Faier, Gennadi Nikolajewitsch Roschdestwenski – Bolschoi-Ballett (The Bolshoi Ballet)
Ray Heindorf – Damn Yankees
Lionel Newman – Blaue Nächte (Mardi Gras)

### Bester Song
präsentiert von Sophia Loren und Dean Martin
„Gigi“ aus Gigi – Alan Jay Lerner, Frederick Loewe
„Almost in Your Arms“ aus Hausboot (Houseboat) – Ray Evans, Jay Livingston
„A Certain Smile“ aus Ein gewisses Lächeln (A Certain Smile) – Sammy Fain, Paul Francis Webster
„To Love and Be Loved“ aus Verdammt sind sie alle (Some Came Running) – Sammy Cahn, Jimmy Van Heusen
„A Very Precious Love“ aus Die Liebe der Marjorie Morningstar (Marjorie Morningstar) – Sammy Fain, Paul Francis Webster

### Bester Schnitt
präsentiert von Steve Forrest und Jean Simmons
Adrienne Fazan – Gigi
Al Clark, William A. Lyon – Cowboy
William Hornbeck – Laßt mich leben (I Want to Live!)
Frederic Knudtson – Flucht in Ketten (The Defiant Ones)
William H. Ziegler – Die tolle Tante (Auntie Mame)

### Beste Tonmischung
präsentiert von Charlton Heston und Jane Wyman
Fred Hynes – South Pacific
Leslie I. Carey – Zeit zu leben und Zeit zu sterben (A Time to Love and a Time to Die)
George Dutton – Vertigo – Aus dem Reich der Toten (Vertigo)
Carlton W. Faulkner – Die jungen Löwen (The Young Lions)
Gordon Sawyer – Laßt mich leben (I Want to Live!)

### Beste visuelle Effekte
präsentiert von Shirley MacLaine und Peter Ustinov
Tom Howard – Der kleine Däumling (Tom Thumb)
A. Arnold Gillespie, Harold Humbrock – Torpedo los! (Torpedo Run)

### Bester fremdsprachiger Film
präsentiert von Cyd Charisse und Robert Stack
Mein Onkel (Mon oncle), Frankreich – Jacques Tati
Diebe haben’s schwer (I Soliti ignoti), Italien – Mario Monicelli
Helden, Deutschland – Franz Peter Wirth
Die Rache (La venganza), Spanien – Juan Antonio Bardem
Straße der Leidenschaft (Cesta duga godinu dana), Jugoslawien – Giuseppe De Santis

### Bester Dokumentarfilm (Kurzfilm)
präsentiert von Robert Wagner und Natalie Wood
Tauchermädchen (Ama Girls) – Ben Sharpsteen
Employees Only – Kenneth G. Brown
Journey Into Spring – Ian Ferguson
The Living Stone – Tom Daly
Oeuverture – Thorold Dickinson

### Bester Dokumentarfilm (Langform)
präsentiert von Robert Wagner und Natalie Wood
Weiße Wildnis (White Wilderness) – Ben Sharpsteen
The Hidden World – Robert Snyder
Quer durch die Antarktis (Antarctic Crossing) – James Carr
Psychiatric Nursing – Nathan Zucker

### Bester Kurzfilm (Cartoon)
präsentiert von Tony Curtis und Janet Leigh
Ein Hase an König Arthurs Hof (Knighty Knight Bugs) – John W. Burton
Paul Bunyan – Walt Disney
Sidney’s Family Tree – William M. Weiss

### Bester Kurzfilm (Live Action)
präsentiert von Tony Curtis und Janet Leigh
Grand Canyon – Walt Disney
Journey Into Spring – Ian Ferguson
The Kiss – John Patrick Hayes
Snows of Aorangi – New Zealand Screen Board
T Is for Tumbleweed – James A. Lebenthal

## Ehrenpreise

### Ehrenoscar
präsentiert von Rosalind Russell
Maurice Chevalier

### Irving G. Thalberg Memorial Award
präsentiert von Buddy Adler
Jack L. Warner

### Scientific and Engineering Award
Don W. Prideaux, Leroy G. Leighton
Panavision, Inc.

### Technical Achievement Award
Willy Borberg
Fred Ponedel, George Brown, Conrad Boye